# Neptun między dwoma trytonami
Neptun między dwoma trytonami (wł. Nettuno tra due tritoni) – jedna z dwóch fontann zdobiących Piazza del Popolo w Rzymie, zaprojektowana przez Giuseppe Valadiera, wykonana przez Giovanniego Ceccariniego w latach 1818–1821.

## Historia
Na początku XIX wieku podjęto decyzję o przebudowie Piazza del Popolo wg projektu architekta Giuseppe Valadiera. W półsferycznych murach stanowiących rampy zachodnią i wschodnią umieszczono fontanny. Fontannę z Neptunem umieszczono od strony Tybru, po zachodniej stronie placu. Autorem projektu był Giuseppe Valadier. Grupę rzeźbiarską wykonał Giovanni Ceccarini w latach 1818–1821.

## Ikonografia
Na szczycie fontanny znajduje się postać Neptuna, któremu towarzyszą dwa trytony. Bóstwo podpiera się trójzębem. Klęczące trytony trzymają za pyski delfiny. Jeden z trytonów dmie w muszlę. Na prawo i na lewo od głównej grupy rzeźb umieszczone zostały figury delfinów ze splątanymi ogonami. W dolnej części fontanny znajduje się duży basen w kształcie plaskiej muszli.

## Galeria

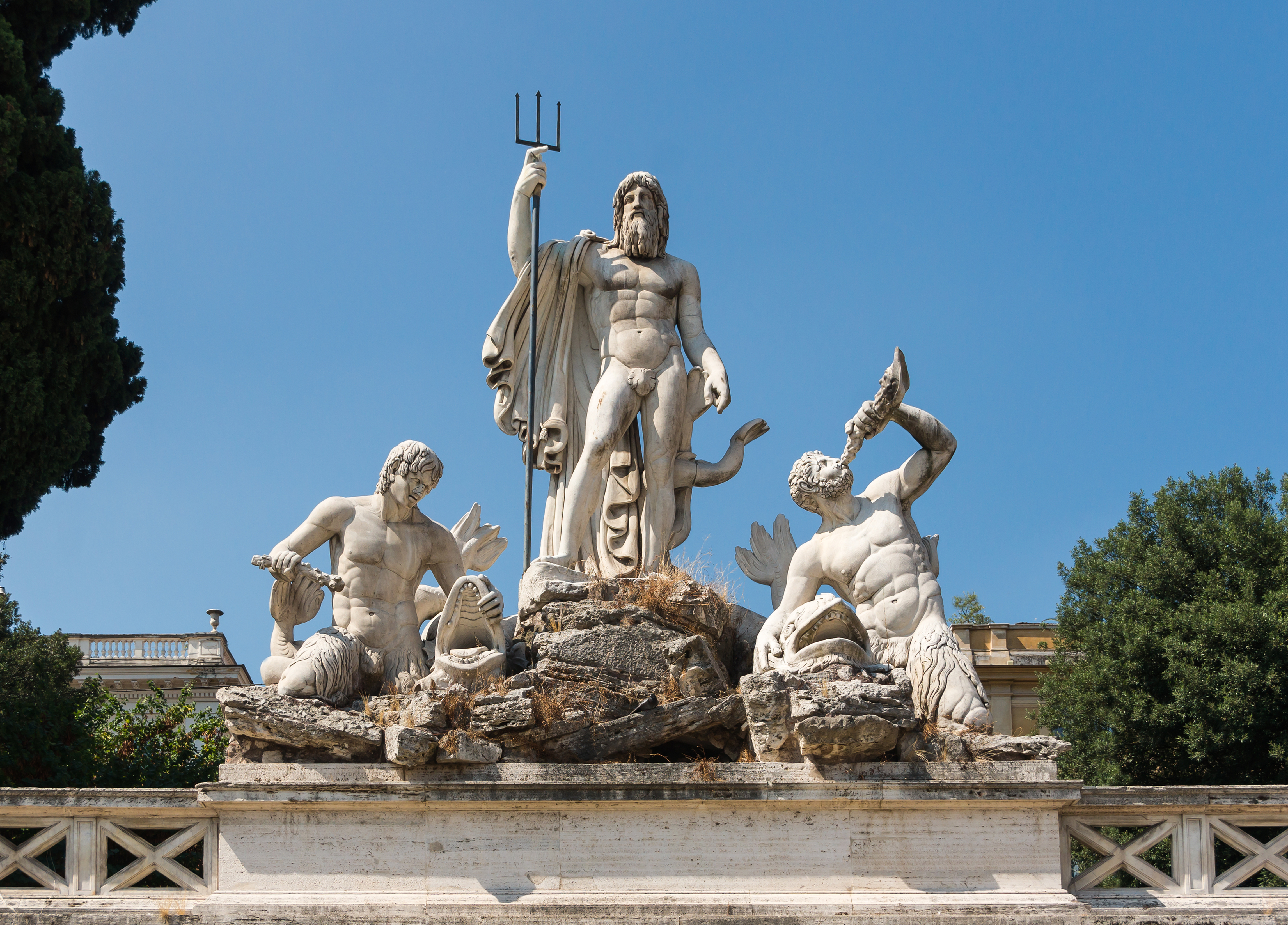
Neptun i trytony, 2013
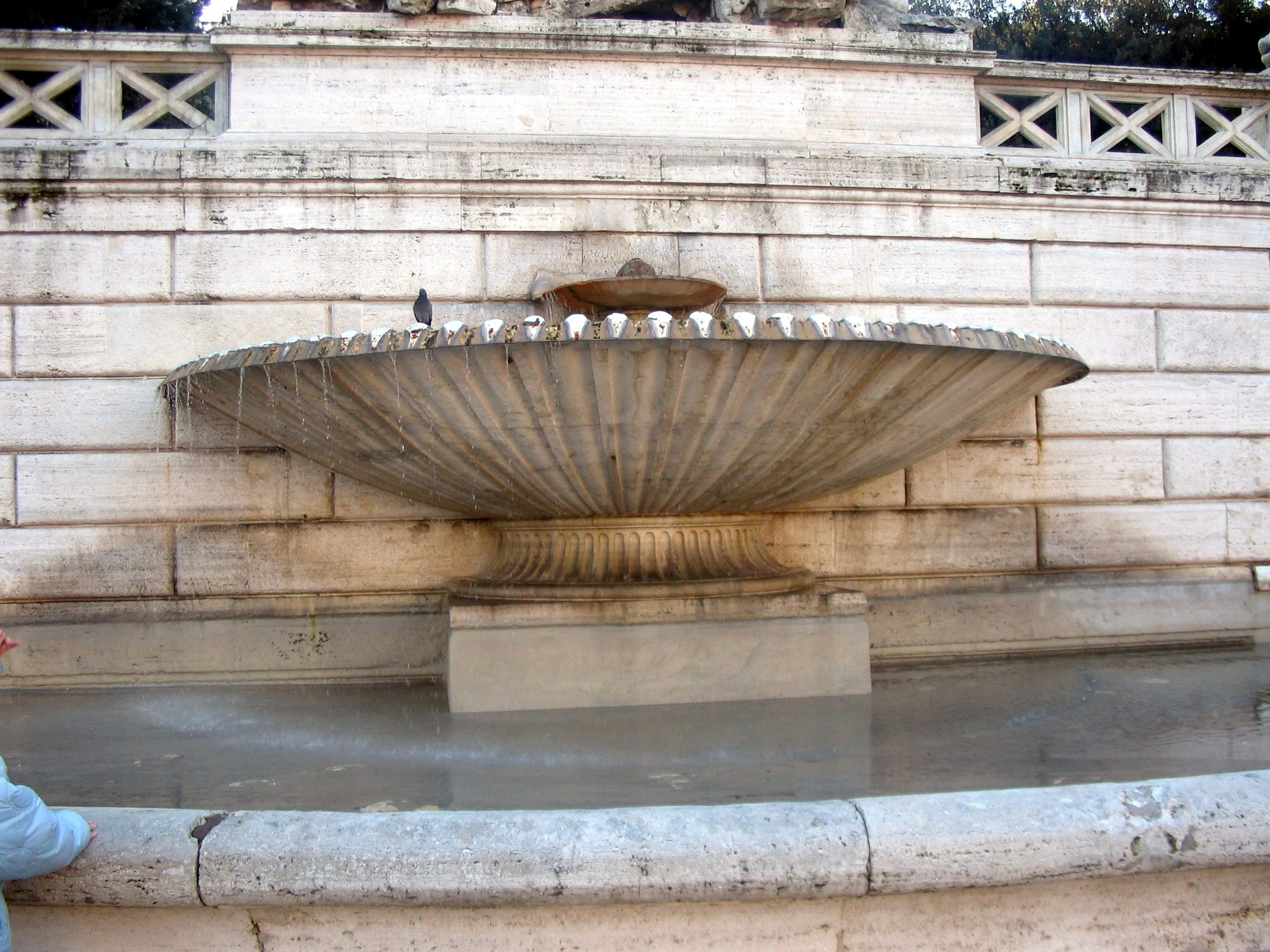
Basen fontanny, 2006
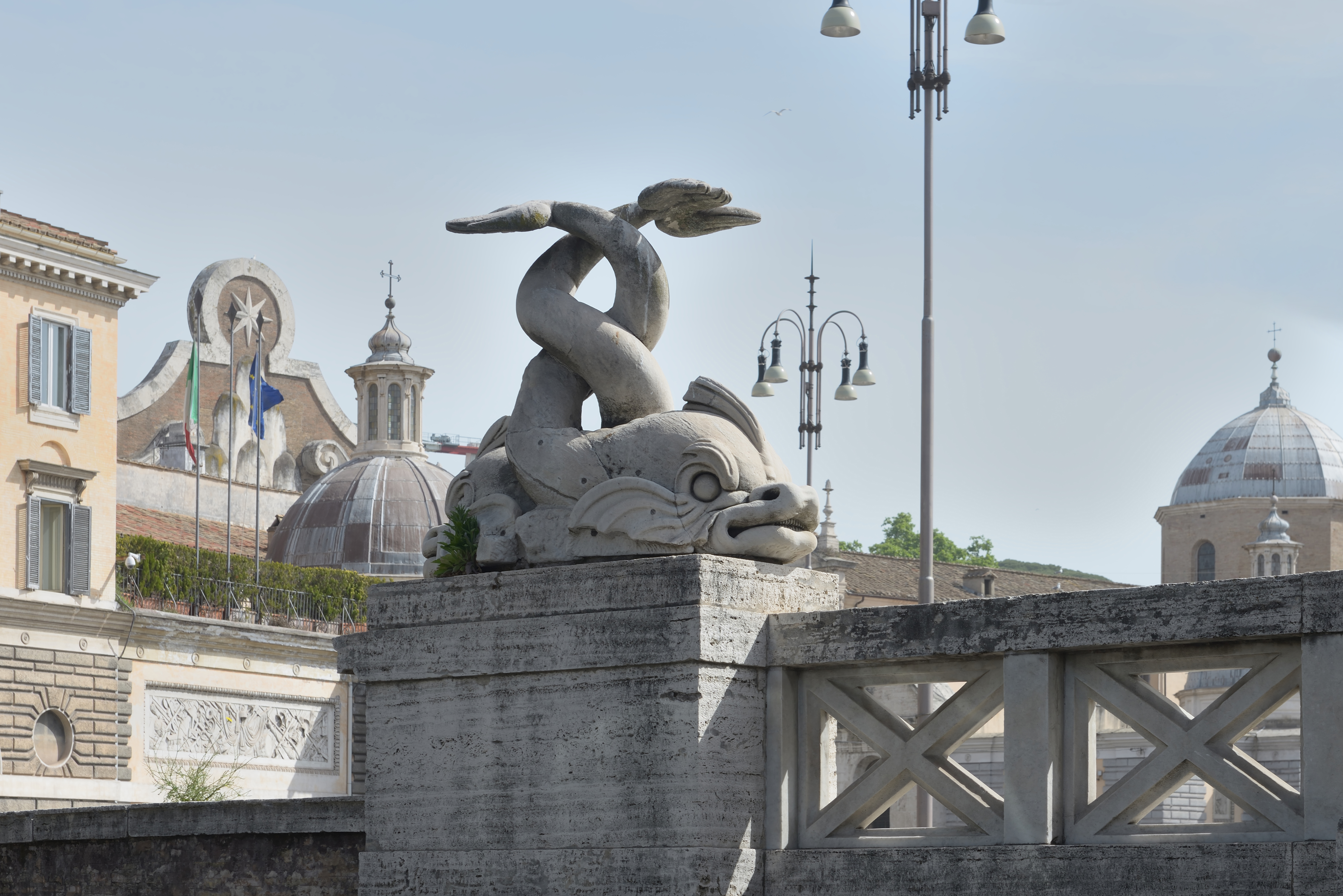
Delfiny, 2009
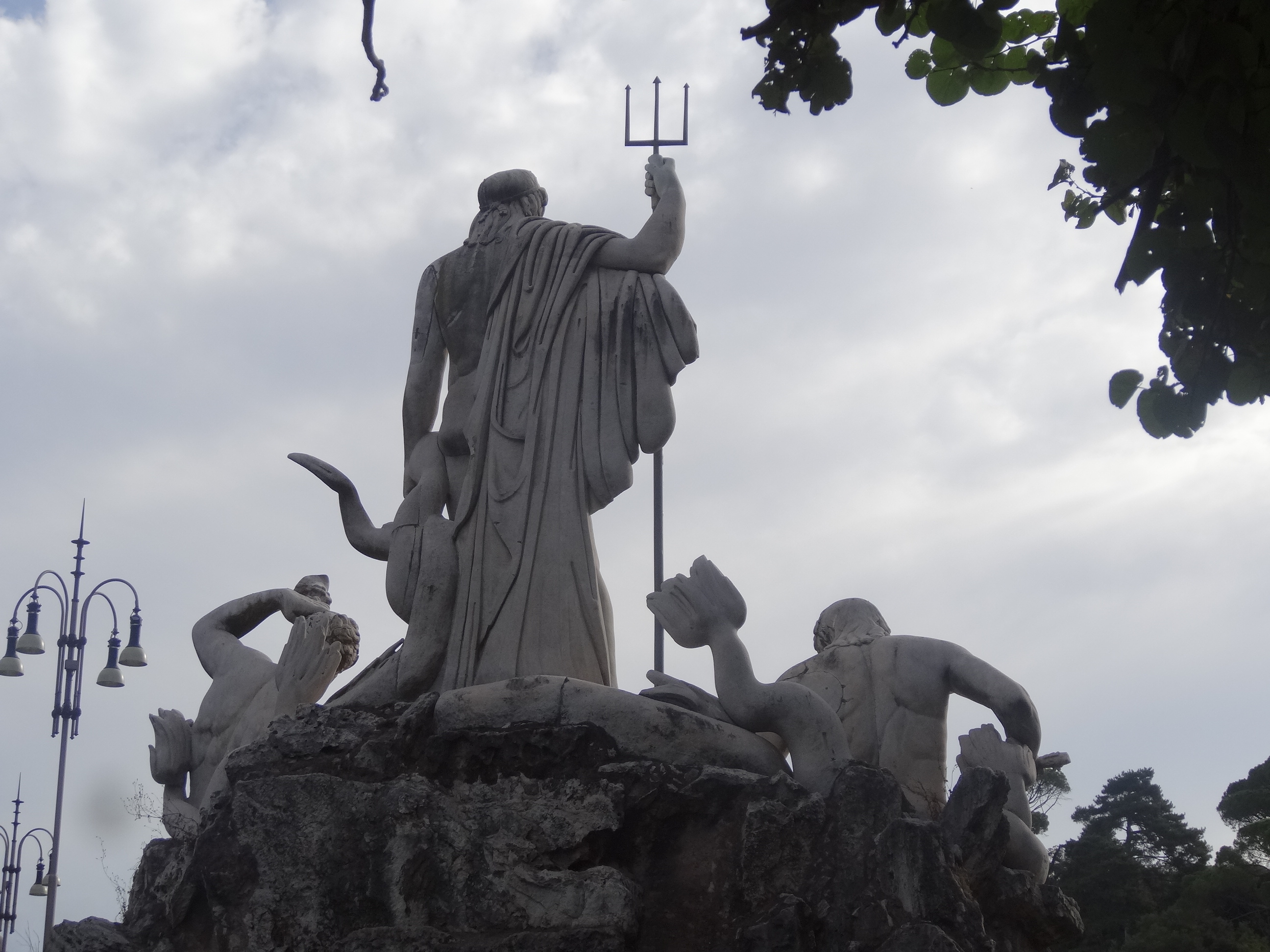
Tylna część, 2016